# NGC 3526
NGC 3526 este o galaxie spirală situată în constelația Leul. A fost descoperită în 25 martie 1865 de către Albert Marth. Se află la o distanță de 18,97 megaparseci de Pământ.